# Segona categoria del Campionat de Catalunya de futbol 1920-1921
Resultats de la lliga de Segona categoria del Campionat de Catalunya de futbol 1920-1921.

## Sistema de competició
La competició, anomenada Primera Categoria B, va ser disputada per 6 equips en un grup únic. El primer classificat disputà la promoció d'ascens a primera categoria. El sisè classificat disputà la promoció de descens.

## Classificació final
| Pos | Equip                     | PJ | PG | PE | PP | GF | GC | DG  | Pts | Classificació |
| --- | ------------------------- | -- | -- | -- | -- | -- | -- | --- | --- | ------------- |
| 1   | L'Avenç de l'Sport (C, P) | 10 | 10 | 0  | 0  | 28 | 10 | +18 | 20  | Campió        |
| 2   | FC Martinenc              | 10 | 6  | 1  | 3  | 14 | 13 | +1  | 14  | (+1)          |
| 3   | FC Badalona               | 10 | 4  | 3  | 3  | 14 | 12 | +2  | 11  |               |
| 4   | CE Júpiter                | 10 | 2  | 2  | 6  | 9  | 19 | −10 | 6   |               |
| 5   | Terrassa FC               | 10 | 2  | 2  | 6  | 13 | 10 | +3  | 6   | (Nota)        |
| 6   | CS de Sants (O)           | 11 | 0  | 4  | 7  | 10 | 24 | −14 | 3   | Promoció (-1) |

L'Avenç de Sant Andreu va fer el ple, guanyant tots 10 partits disputats, i proclamant-se campió de la Primera B. Durant el campionat, el FC Terrassa i el Centre d'Esports de Sants van ser desqualificats per haver-se retirat en sengles partits. El Sants fou el darrer classificat i va disputar la promoció de descens.

## Resultats
| Primera volta | Primera volta | Primera volta        | Primera volta |
| Jornada       | Data          | Local - Visitant     | Resultat      |
| ------------- | ------------- | -------------------- | ------------- |
| 1             | 10-10-1920    | Martinenc - Júpiter  | 2-1           |
| 1             | 13-02-1921    | Avenç - Badalona     | 3-1           |
| 1             | 10-10-1920    | Sants - Terrassa     | 1-1           |
| 2             | 17-10-1920    | Martinenc - Avenç    | 1-4           |
| 2             | 17-10-1920    | Terrassa - Júpiter   | 4-1           |
| 2             | 17-10-1920    | Sants - Badalona     | 2-2           |
| 3             | 24-10-1920    | Júpiter - Avenç      | 1-4           |
| 3             | 24-10-1920    | Sants - Martinenc    | 1-4           |
| 3             | 24-10-1920    | Badalona - Terrassa  | 1-1           |
| 4             | 14-11-1920    | Badalona - Martinenc | 3-0           |
| 4             | 14-11-1920    | Avenç - Terrassa     | 3-2           |
| 4             | 14-11-1920    | Júpiter - Sants      | 2-2           |
| 5             | 21-11-1920    | Terrassa - Martinenc | 1-2           |
| 5             | 21-11-1920    | Avenç - Sants        | 4-1           |
| 5             | 21-11-1920    | Badalona - Júpiter   | 1-0           |
|               |               |                      |               |

| Segona volta | Segona volta | Segona volta         | Segona volta |
| Jornada      | Data         | Local - Visitant     | Resultat     |
| ------------ | ------------ | -------------------- | ------------ |
| 6            | 28-11-1920   | Júpiter - Martinenc  | 0-1          |
| 6            | 28-11-1920   | Badalona - Avenç     | 0-3          |
| 6            | 28-11-1920   | Terrassa - Sants     | 4-1          |
| 7            | 12-12-1920   | Avenç - Martinenc    | 2-1          |
| 7            | 12-12-1920   | Júpiter - Terrassa   | 1-0          |
| 7            | 12-12-1920   | Badalona - Sants     | 6-1          |
| 8            | 16-01-1921   | Avenç - Júpiter      | 5-3          |
| 8            | 16-01-1921   | Martinenc - Sants    | 1-1          |
| 8            | 16-01-1921   | Terrassa - Badalona  | dqf          |
| 9            | 23-01-1921   | Martinenc - Badalona | 2-0          |
| 9            | 23-01-1921   | Terrassa - Avenç     | dqf          |
| 9            | 23-01-1921   | Sants - Júpiter      | dqf          |
| 10           | 30-01-1921   | Martinenc - Terrassa | dqf          |
| 10           | 30-01-1921   | Sants - Avenç        | dqf          |
| 10           | 13-02-1921   | Júpiter - Badalona   | 0-0          |
|              |              |                      |              |

## Promoció d'ascens
L'Avenç de l'Sport, campió de la Primera B, disputà la promoció enfront del FC Espanya, darrer de Primera A, prenent-se la revenja de la temporada anterior i assolint l'ascens de categoria.
| FC Espanya | 0 - 3 | Avenç de l'Sport          |
| ---------- | ----- | ------------------------- |
|            |       | Casapuig · Bordas · Vilar |

 Camp del CE Europa, Barcelona
| FC Espanya | 0 - 1 | Avenç de l'Sport |
| ---------- | ----- | ---------------- |
|            |       | Cabrera          |

 Camp del FC Internacional, Barcelona

## Promoció de descens
El Centre d'Esports de Sants, darrer classificat de Primera B disputà la promoció amb el campió de Catalunya de segona categoria, el FC Santboià, amb triomf final del club barceloní.
| CS de Sants | 6 - 2 | FC Santboià |
| ----------- | ----- | ----------- |
|             |       |             |

 Camp del RCD Espanyol, Barcelona